# Hena
Héna (znanstveno ime Lawsonia inermis), tudi kana, je cvetnica suhega tropskega in subtropskega območja, ki so jo od davnin uporabljali za pridobivanje barvila (listi). Ima tudi zdravilne učinke.